# Valérie Pécresse
Valérie Pécresse   (Neuilly-sur-Seine, 14 de juliol de 1967) és una política francesa que exerceix com a presidenta del Consell Regional d'Illa de França des de 2015. Membre de Els Republicans, anteriorment va exercir com a ministra d'Educació Superior i Recerca del 2007 al 2011 i ministra del Pressupost i Portaveu del Govern. del 2011 al 2012 amb el primer ministre François Fillon. Pécresse va representar la 2a circumscripció d'Yvelines a l'Assemblea Nacional del 2002 al 2007 i de nou del 2012 al 2016.
És llicenciada en HEC Paris i ENA.